# Kathleen Booth
Kathleen Hylda Valerie Booth (Stourbridge (Verenigd Koninkrijk), 9 juli 1922 – 29 september 2022) was een Brits computerwetenschapster en wiskundige heeft als eerste een assembleertaal geschreven. Ze ontwierp ook een assembler en autocode (ARC and APE(X)C) voor de eerste computersystemen op Birkbeck College aan de Universiteit van London.

## Privéleven
Booth werd geboren als Kathleen Hylda Valerie Britten in Stourbridge (Engeland). Ze trouwde in 1950 met collega Andrew Booth.

## Carrière
Booth werkte van 1946 tot 1962 aan het Birkbeck College (Universiteit van Londen). In 1947 reisde ze als Andrew Booth's onderzoeksassistent naar de Verenigde Staten om John von Neumann te bezoeken aan de Princeton-universiteit. na terugkeer in het Verenigd Koninkrijk was ze mede-auteur van "General Considerations in the Design of an All Purpose Electronic Digital Computer," dat de veranderingen van het oorspronkelijke ARC-ontwerp naar het ARC2-ontwerp beschreef aan de hand van een von Neumann-architectuur. Onderdeel van haar bijdrage van de ARC-assembleertaal. Ze bouwde en onderhield ook de ARC-componenten.
Het team van Kathleen en Andrew Booth aan Birbeck College wordt beschouwd als het kleinste van de eerste Britse computergroepen. Tussen 1947 en 1953 produceerden ze drie machines: ARC (Automatic Relay Computer), SEC (Simple Electronic Computer) en APE(X)C (All-purpose Electronic (Rayon) Computer). Kathleen werkte samen met haar echtgenoot in hetzelfde team. Hij bouwde de computers en zij programmeerde deze. Dit werd beschouwd als een aanzienlijke prestatie vanwege het kleine team en het weinige geld dat ze tot hun beschikking hadden. Hoewel de APE(X)C uiteindelijk leidde tot de HEC-serie die werd gemaakt door de British Tabulating Machine Company, werd het indertijd door het kleine team niet als zeer belangrijk beschouwd in de Britse computerevolutie.
Booth publiceerde regelmatig artikelen over haar werk aan de ARC- en APE(X)C-systemen. Ze was in 1953 ook mede-auteur van "Automatic Digital Calculators" die de 'Planning and Coding' programmeerstijl illustreerde. Samen met J.C. Jennings en haar echtgenoot Andrew stichtte ze in 1957 de School of Computer Science and Information Systems op Birkbeck College. In 1958 gaf ze daar programmeerles. In 1958 schreef Booth een boek over het programmeren van APE(X)C computers. Haar onderzoek naar neurale netwerken leidde tot succesvolle programma's die simuleerden hoe dieren patronen en karakter herkennen.
Booth en haar echtgenoot namen in 1961 plotseling ontslag van Birbeck College nadat haar echtgenoot ondanks zijn grote bijdragen niet werd aangesteld in een leerstoel. Daarnaast werd een aan het Department of Numerical Automation gedoneerde I.C.T. Type 1400 Computer geïnstalleerd in the London School of Hygiene and Tropical Medicine.